# Mercimekli
Mercimekli ist ein Dorf im Landkreis Midyat der türkischen Provinz Mardin. Mercimekli liegt etwa 77 km nordöstlich der Provinzhauptstadt Mardin und 10 km nördlich von Midyat. Mercimekli hatte laut der letzten Volkszählung 258 Einwohner (Stand Ende Dezember 2009). 
Viele syrisch-orthodoxe Aramäer verließen in den 1980er Jahren aufgrund des damals herrschenden Konflikts zwischen der türkischen Regierung und der PKK das Dorf und wanderten nach Europa aus. Heute besteht die Bevölkerung hauptsächlich aus Kurden, Mhallami-Arabern und zum kleinen Teil aus Aramäern.

## Bauwerke
- Kloster Mor Loozor, Ruine